# Krokowski VI
Krokowski VI (Krockow, Krukowski) − pomorski i śląski herb szlachecki, odmiana herbu Krokowski.

## Opis herbu
Opis z wykorzystaniem klasycznych zasad blazonowania.
Tarcza skwadrowana, w polach I i III czarnych lilia srebrna, w polach II i IV złotych ptasia noga czarna ze szponem złotym. Klejnot: nad hełmem w koronie lilia srebrna. Labry: czarne, z prawej podbite srebrem, z lewej podbite złotem.

## Najwcześniejsze wzmianki
Herb nadany wraz ze szlachectwem Ottonowi Augustowi Ernstowi Ludwigowi von Krockow (1812-1885), nieślubnemu synowi hrabiego Ernsta Augusta von Krockow z Karżniczki (1774-1816). Jego potomkowie mieli dobra Górzyn (obecnie powiat lubiński). 

## Herbowni
Krockow, Krukowski.